# Dubautia hobdyi
Dubautia hobdyi là một loài thực vật có hoa trong họ Cúc. Loài này được (H.St.John) ined. mô tả khoa học đầu tiên.